# Кєкача (струмок)
Кєкача (Тікач) — струмок  в Україні, у  Верховинському районі Івано-Франківської області, лівий доплив  Білого Черемошу (басейн Дунаю).

## Опис
Довжина струмка приблизно  10 км. Формується з багатьох безіменних струмків.  

## Розташування
Бере  початок на південно-західних схилах гори Скупова. Тече переважно на південний схід і у селі Яблуниця впадає у річку Білий Черемош, праву притоку Черемошу.